# Marcilly-en-Villette
Pour les articles homonymes, voir Marcilly.
Marcilly-en-Villette est une commune française, située dans le département du Loiret en région Centre-Val de Loire.

## Géographie

### Localisation

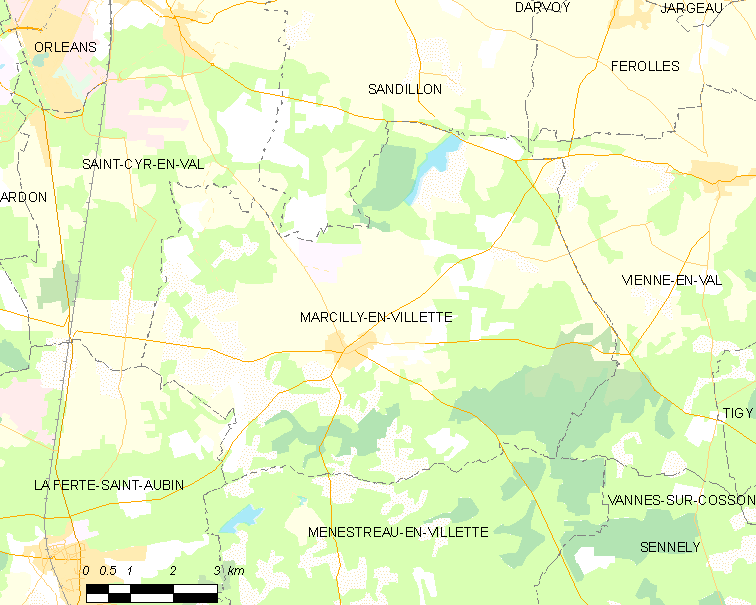
Carte de la commune de Marcilly-en-Villette et des communes limitrophes.

La commune de Marcilly-en-Villette se trouve dans le quadrant sud-ouest du département du Loiret, dans la région agricole de la Sologne et l'aire urbaine d'Orléans.  À vol d'oiseau, elle se situe à 17,6 km  d'Orléans, préfecture du département, et à 8,0 km de La Ferté-Saint-Aubin, ancien chef-lieu du canton dont dépendait la commune avant mars 2015. La commune fait partie du bassin de vie de La Ferté-Saint-Aubin.
Les communes les plus proches sont : Ménestreau-en-Villette (7,2 km), La Ferté-Saint-Aubin (8 km), Saint-Cyr-en-Val (8,4 km), Sandillon (9 km), Vienne-en-Val (9,4 km), Férolles (10,3 km), Ardon (11,1 km), Bou (12,2 km), Darvoy (12,3 km) et Sennely (13,4 km).

### Géologie et relief

#### Géologie
La commune se situe dans le sud du Bassin parisien, le plus grand des trois bassins sédimentaires français. Cette vaste dépression, occupée dans le passé par des mers peu profondes et des lacs, a été comblée, au fur et à mesure que son socle s’affaissait, par des sables et des argiles, issus de l’érosion des reliefs alentours, ainsi que des calcaires d’origine biologique, formant ainsi une succession de couches géologiques.
Les couches affleurantes sur le territoire communal sont constituées de formations superficielles du Quaternaire et de roches sédimentaires datant du Cénozoïque, l'ère géologique la plus récente sur l'échelle des temps géologiques, débutant il y a 66 millions d'années. La formation la plus ancienne est des sables et argiles de Sologne remontant à l’époque Miocène de la période Néogène. La formation la plus récente est des alluvions récentes des lits mineurs remontant à l’époque Holocène de la période Quaternaire. Le descriptif de ces couches est détaillé dans  la feuille « n°398 - La Ferté-Saint-Aubin » de la carte géologique au 1/50 000ème du département du Loiret, et sa notice associée.

Carte géologique de la commune.

|  | Fz :   | alluvions récentes des lits mineurs, Holocène                                                     |
|  | FC :   | alluvions et colluvions du fond des vallées secondaires, Holocène                                 |
|  | Fy :   | alluvions récentes des levées et montilles de la Loire et des basses terrasses du Loing, Holocène |
|  | Fy-z : | alluvions récentes de basse terrasse, Holocène                                                    |
|  | Fx :   | alluvions de basse terrasse de la Loire, Pléistocène (Wurm), terrasse +5 m                        |
|  | Fvb :  | alluvions de haute terrasse, Pléistocène (Mindel), terrasse +20 m                                 |

|  | m3-p1SASo : | sables et argiles de Sologne, Langhien supérieur à Pliocène inférieur |

#### Relief
La superficie cadastrale de la commune publiée par l’Insee, qui sert de références dans toutes les statistiques, est de 62,66 km2,. La superficie géographique, issue de la BD Topo, composante du Référentiel à grande échelle produit par l'IGN, est quant à elle de 62,74 km2. Son relief est relativement plat puisque la dénivelée maximale atteint 39 mètres. L'altitude du territoire varie entre 97 m et 136 m.

### Hydrographie
Le Bourillon, sous-affluent de la Loire par le Cosson et le Beuvron, se jette dans le Cosson sur le territoire de la commune.

### Climat
Pour des articles plus généraux, voir Climat du Centre-Val de Loire et Climat du Loiret.
En 2010, le climat de la commune est de type climat océanique dégradé des plaines du Centre et du Nord, selon une étude du CNRS s'appuyant sur une série de données couvrant la période 1971-2000. En 2020, Météo-France publie une typologie des climats de la France métropolitaine dans laquelle la commune est exposée à un climat océanique altéré et est dans la région climatique Moyenne vallée de la Loire, caractérisée par une bonne insolation (1 850 h/an) et un été peu pluvieux.
Pour la période 1971-2000, la température annuelle moyenne est de 11 °C, avec une amplitude thermique annuelle de 15 °C. Le cumul annuel moyen de précipitations est de 712 mm, avec 11 jours de précipitations en janvier et 7,1 jours en juillet. Pour la période 1991-2020, la température moyenne annuelle observée sur la station météorologique de Météo-France la plus proche, sur la commune de Lamotte-Beuvron à 18 km à vol d'oiseau, est de 11,8 °C et le cumul annuel moyen de précipitations est de 768,2 mm,. Pour l'avenir, les paramètres climatiques de la commune estimés pour 2050 selon différents scénarios d'émission de gaz à effet de serre sont consultables sur un site dédié publié par Météo-France en novembre 2022.

### Milieux naturels et biodiversité

#### Sites Natura 2000
Le réseau Natura 2000 est un réseau écologique européen de sites naturels d’intérêt écologique élaboré à partir des Directives «Habitats » et «Oiseaux ». Ce réseau est constitué de Zones Spéciales de Conservation (ZSC) et de Zones de Protection Spéciale (ZPS). Dans les zones de ce réseau, les États membres s'engagent à maintenir dans un état de conservation favorable les types d'habitats et d'espèces concernés, par le biais de mesures réglementaires, administratives ou contractuelles. L'objectif est de promouvoir une gestion adaptée des habitats tout en tenant compte des exigences économiques, sociales et culturelles, ainsi que des particularités régionales et locales de chaque État membre. les activités humaines ne sont pas interdites, dès lors que celles-ci ne remettent pas en cause significativement l’état de conservation favorable des habitats et des espèces concernés,. Un site Natura 2000 est présent sur le territoire communal de Marcilly-en-Villette et est désigné « Sologne ».
La « Sologne » a été désignée site d'importance communautaire par arrêté du 26 octobre 2009 et est codée FR2402001. Le site occupe la quasi-totalité du territoire communal. D'une superficie totale de 346 184 ha, elle  constitue une vaste étendue émaillée d'étangs, située en totalité sur les formations sédimentaires du burdigalien. L'agriculture est en recul et on observe une fermeture des milieux naturels (landes). Plusieurs ensembles naturels de caractère différent se distinguent sur ce site :
- la Sologne des étangs ou Sologne centrale, qui recèle plus de la moitié des étangs de la région ; les sols sont un peu moins acides que dans le reste du pays ;
- la Sologne sèche ou Sologne du Cher, qui se caractérise par une plus grande proportion de landes sèches à bruyère cendrée, callune et Hélianthème faux-alysson ;
- la Sologne maraîchère, qui abrite encore une agriculture active et possède quelques grands étangs en milieu forestier ;
- la Sologne du Loiret, au nord, qui repose en partie sur des terrasses alluviales de la Loire issues du remaniement du soubassement burdigalien, ensemble auquel appartient la commune de Marcilly-en-Villette.

#### Zones nationales d'intérêt écologique, faunistique et floristique

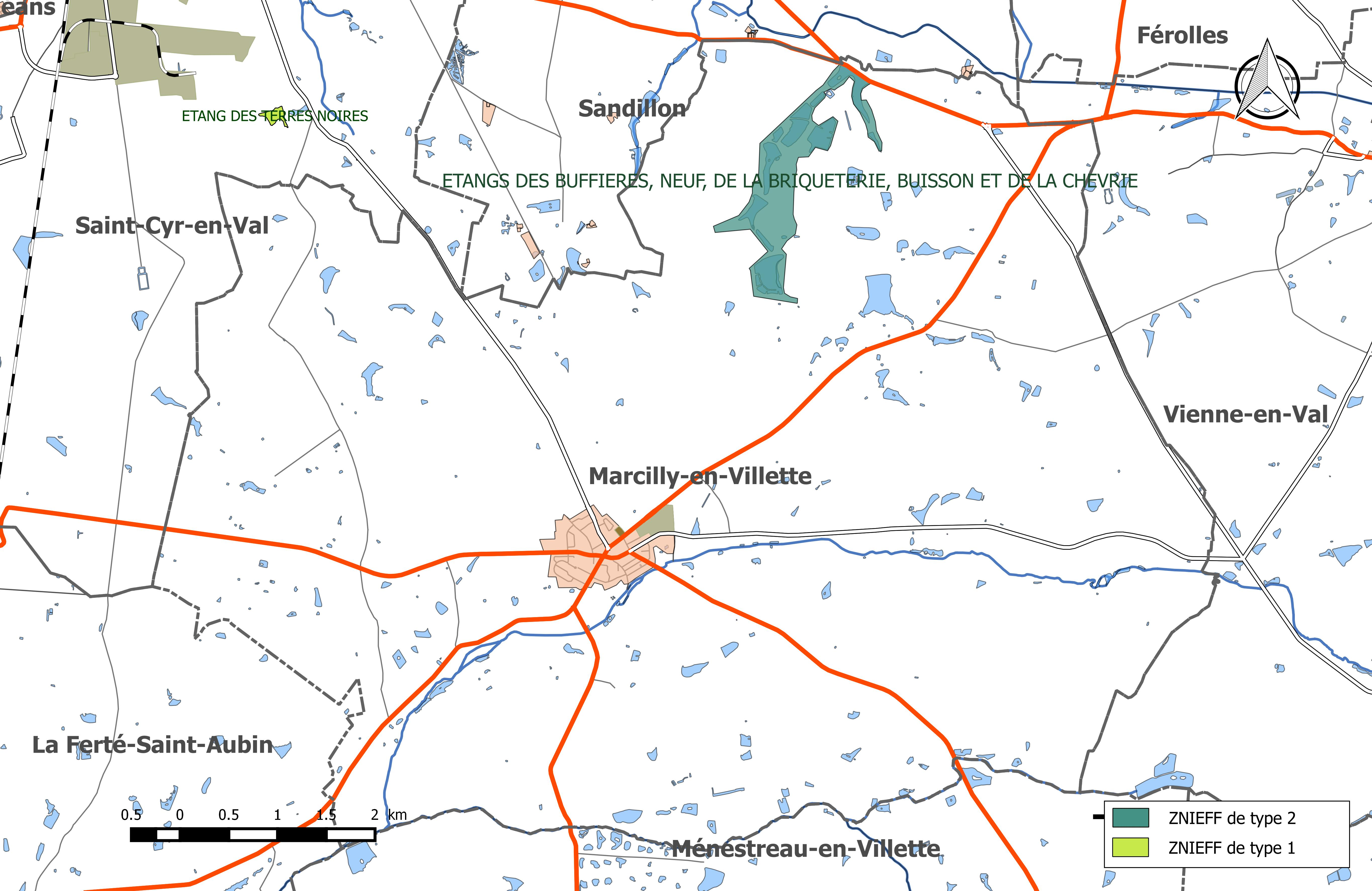
Carte des ZNIEFF de la commune et de ses abords.

L’inventaire des zones naturelles d'intérêt écologique, faunistique et floristique (ZNIEFF) a pour objectif de réaliser une couverture des zones les plus intéressantes sur le plan écologique, essentiellement dans la perspective d’améliorer la connaissance du patrimoine naturel national et de fournir aux différents décideurs un outil d’aide à la prise en compte de l’environnement dans l’aménagement du territoire. Le territoire communal de Marcilly-en-Villette comprend une ZNIEFF désignée « Étangs des Buffières, neuf, de la briquèterie, buisson et de la Chevrie ». Cette zone, de type 2. D'une superficie de 103 hectares, elle est située dans la partie nord de la commune. Son altitude est de 120 m. En limite Nord des étangs solognots et proche de la Loire, la chaîne d'étangs des Buffières, Neuf, de la Briqueterie, Buisson et de la Chevrie joue un rôle écologique de premier ordre en tant que corridor entre le val de Loire et la Sologne. Les étangs de cette chaîne sont donc fréquentés par de nombreuses espèces d'oiseaux et l'ensemble de la zone représente, pour cette partie de la Sologne, l'un des sites les plus caractéristiques, avec ses roselières de ceinture assez vastes et ses pourtours de saules notamment. L'étang des Buffières, par exemple, est l'un des rares sites du département pour la reproduction régulière (depuis au moins trente ans) du canard souchet. D'autres anatidés y nichent aussi : canard chipeau, fuligule milouin et fuligule morillon ainsi que le héron pourpré et le râle d'eau.

## Histoire
Durant la Seconde Guerre mondiale, le 10 juin 1944 un groupe de douze élèves de grandes écoles, résistants, dont dix issus du lycée Stanislas de Paris, ont été fusillés à Marcilly. Les troupes allemandes sont arrivées après avoir fusillé un autre groupe d'une trentaine de résistants. Ces élèves avaient entre 17 et 21 ans et n'étaient pas armés. Ces évènements sont commémorés par une plaque au sein du lycée Stanislas et un monument à Marcilly, lieu-dit le Cerbois, sur le côté nord de la D 7.

## Urbanisme

### Typologie
Au 1er janvier 2024, Marcilly-en-Villette est catégorisée bourg rural, selon la nouvelle grille communale de densité à sept niveaux définie par l'Insee en 2022.
Elle est située hors unité urbaine. Par ailleurs la commune fait partie de l'aire d'attraction d'Orléans, dont elle est une commune de la couronne,. Cette aire, qui regroupe 136 communes, est catégorisée dans les aires de 200 000 à moins de 700 000 habitants,.

### Occupation des sols
L'occupation des sols de la commune, telle qu'elle ressort de la base de données européenne d’occupation biophysique des sols Corine Land Cover (CLC), est marquée par l'importance des territoires agricoles (50,3 % en 2018), en diminution par rapport à 1990 (53,3 %). La répartition détaillée en 2018 est la suivante : 
forêts (45,9 %), terres arables (29 %), zones agricoles hétérogènes (16,8 %), prairies (4,4 %), espaces verts artificialisés, non agricoles (1,5 %), zones urbanisées (1,4 %), eaux continentales (0,8 %).
L'évolution de l’occupation des sols de la commune et de ses infrastructures peut être observée sur les différentes représentations cartographiques du territoire : la carte de Cassini (XVIIIe siècle), la carte d'état-major (1820-1866) et les cartes ou photos aériennes de l'IGN pour la période actuelle (1950 à aujourd'hui).

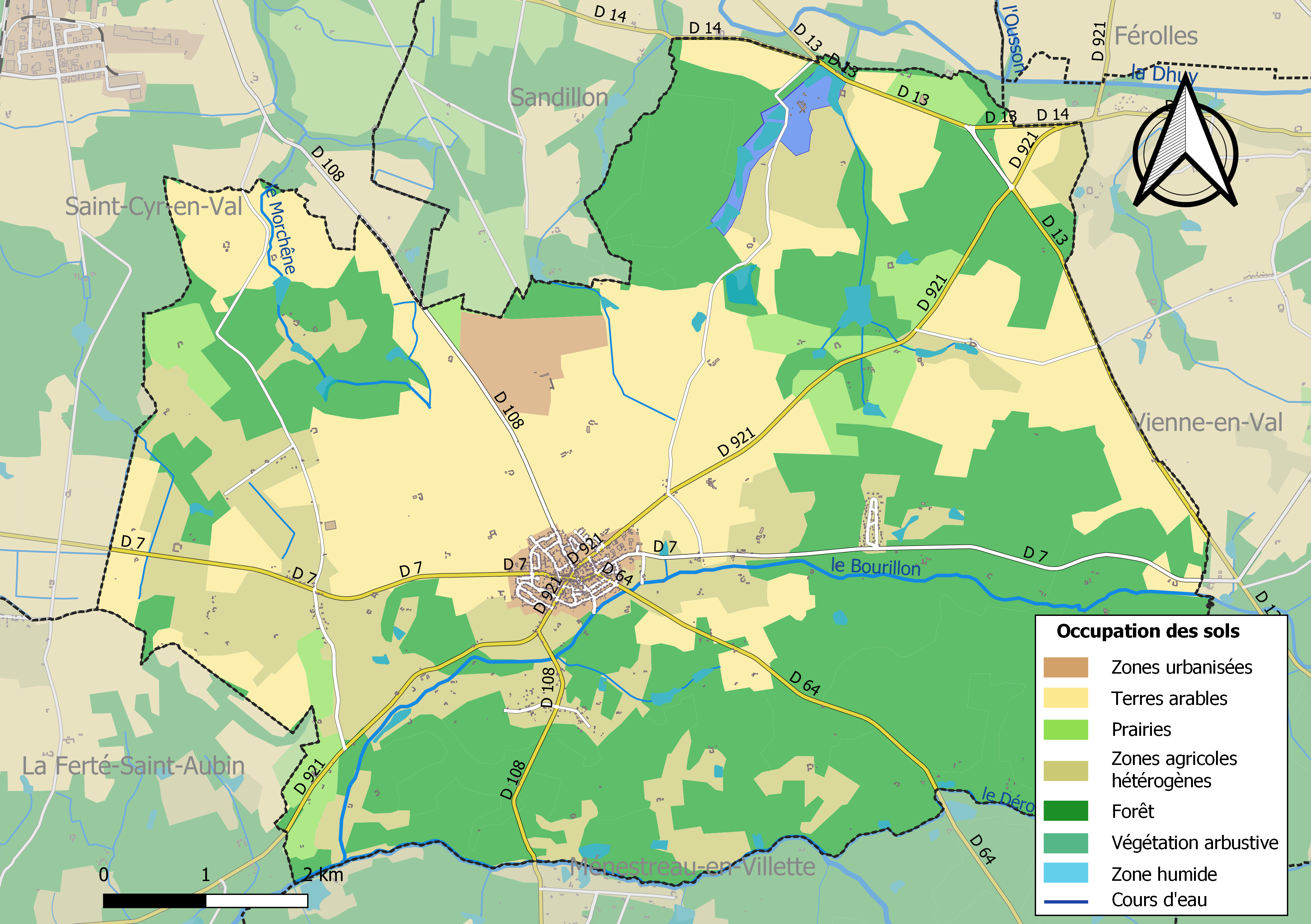
Carte des infrastructures et de l'occupation des sols de la commune en 2018 (CLC).
Carte orthophotographique de la commune en 2016.

### Planification

#### Plan local d'urbanisme
Le conseil municipal prescrit l'élaboration du plan local d'urbanisme le 22 mai 2005. L'enquête publique se déroule du 21 décembre 2010 au 26 janvier 2011. Le document est approuvé le 20 mai 2011.  Une demande de modification est ensuite instruite en 2013 et devient opposable le 23 juillet 2013.

#### Documents d'orientations intercommunaux
La commune est membre du Pays Sologne Val-sud, qui regroupe vingt-neuf des communes de la Sologne du Loiret. Ce pays impose un certain nombre de contraintes, que les documents d’urbanisme doivent respecter en étant compatibles avec les documents d’orientations du Pays. Le pays a notamment élaboré une charte architecturale et paysagère en 2005.
En 2012, les Pays Forêt d'Orléans Val de Loire, Loire Beauce et Sologne Val Sud sont les seuls territoires du département du Loiret ne disposant pas de schéma de cohérence territoriale (SCoT). Compte tenu  de l'intérêt de cet outil pour l'avenir des territoires, les élus de ces pays décident d'engager une démarche d'élaboration de SCOT. Le comité syndical du Pays Sologne Val Sud se prononce majoritairement en mars 2013 pour prendre la compétence SCoT dans ses statuts. Les quatre communautés de communes qui composent le Pays délibèrent en avril et mai 2013 pour confier « l'élaboration, la gestion et le suivi du SCoT » au Pays Sologne Val Sud. Les compétences sont modifiées en ce sens en juin 2013, le périmètre du SCOT est arrêté par le préfet le 10 octobre 2013. Après étude et concertation de 2014 à 2017, le document doit être approuvé en 2018.

### Voies de communication et transports

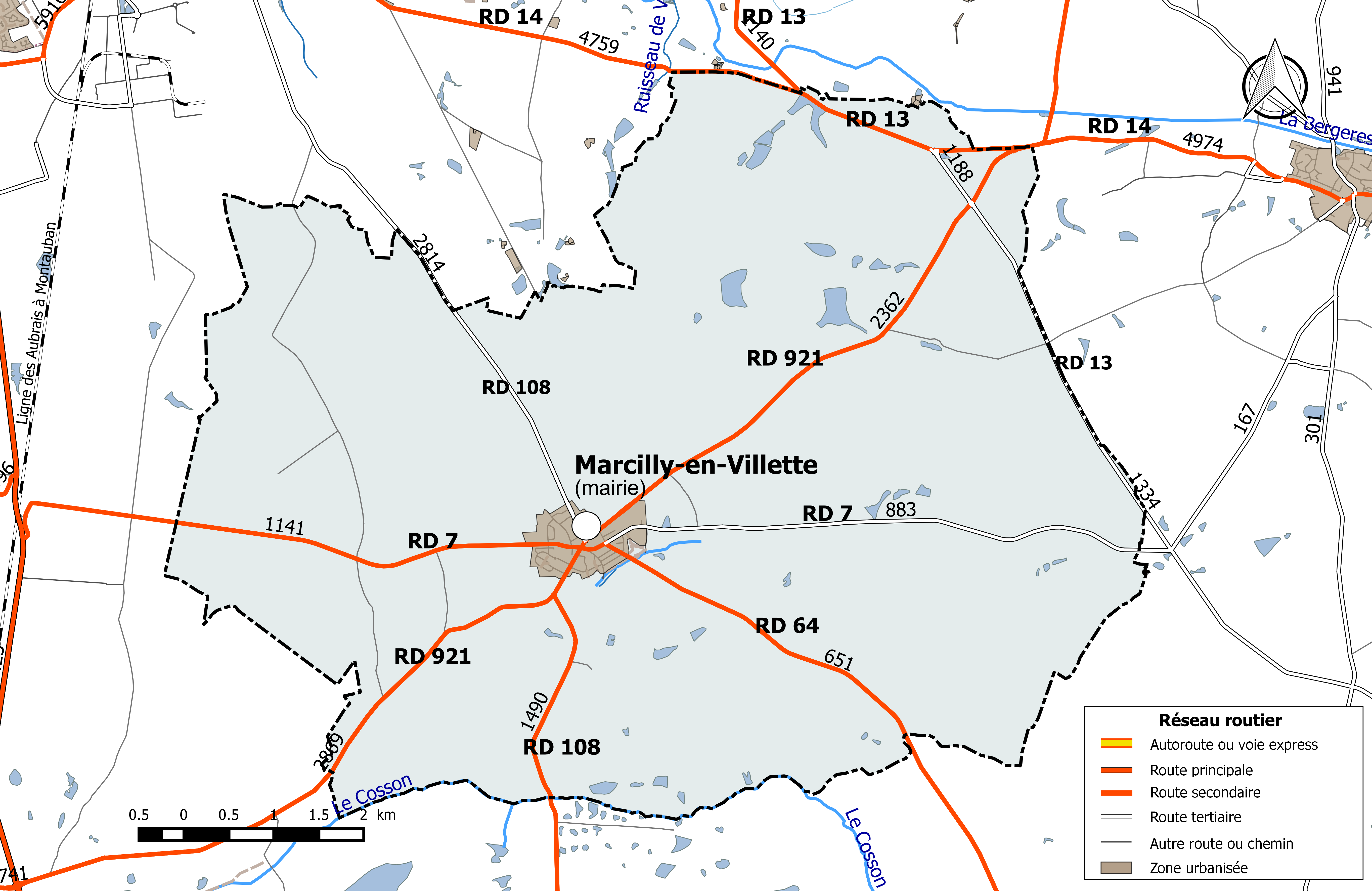
Réseau routier principal de la commune de Marcilly-en-Villette (avec indication du trafic routier 2014).

#### Infrastructures routières
La commune est traversée par une route à grande circulation (la RD 921), une route à trafic modéré (la RD 108) et deux routes départementales à faible trafic : la RD7 et la RD 64.
La RD 921 est l'ancienne route nationale 721, qui reliait avant 1973 Étampes (RN20), Pithiviers, Jargeau et La Ferté-Saint-Aubin (RN20). Elle a été transférée au département du Loiret par arrêté du 22 décembre 2012.  Cet itinéraire est classé route à grande circulation depuis 2010. Cette route supporte en 2014, dans la section traversant la commune, un trafic de 2 362 véhicules/jour dont 387 poids lourds (11 %) au nord de l'aggloimération et de 2 869 au sud. La RD 108 relie Saint-Cyr-en-Val à Ménestreau-en-Villette et supporte un trafic de 2 814 véhicules/jour au nord du bourg et de 1 490 au sud. La RD 7 (883 véhicules/jour) relie Jouy-le-Potier à Vienne-en-Val. La RD 64 (651 véhicules/jour) relie Marcilly-en-Villette à Sennely.

#### Transports en commun
En 2016, la commune est desservie par la ligne 5 du réseau Ulys, le réseau interurbain de transport par autocar du Conseil départemental du Loiret. Cette ligne, qui relie Sennely à Orléans, propose un nombre de dessertes variable en fonction des jours ouvrables de la semaine. Des correspondances SNCF sont assurées à la gare d'Orléans et TAO et Transbeauce à la Gare routière d'Orléans. À compter du 1er janvier 2017, la compétence des services de transports routiers interurbains, réguliers et à la demande est transférée des départements aux régions, et donc localement du département du Loiret à la région Centre-Val de Loire, consécutivement à la loi NOTRe du 7 août 2015.

### Risques naturels et technologiques majeurs
La commune de Marcilly-en-Villette est vulnérable à différents aléas naturels : inondations (par débordement de la Loire ou de ruisseaux), climatiques (hiver exceptionnel ou canicule), mouvements de terrains ou sismique. Elle est également exposée à un risque technologique : le transport de matières dangereuses. 
Entre 1999 et 2016, deux arrêtés ministériels portant ou ayant porté reconnaissance de catastrophe naturelle ont été pris pour le territoire de la commune de Marcilly-en-Villette pour des inondations et coulées de boue.

#### Risque d'inondation

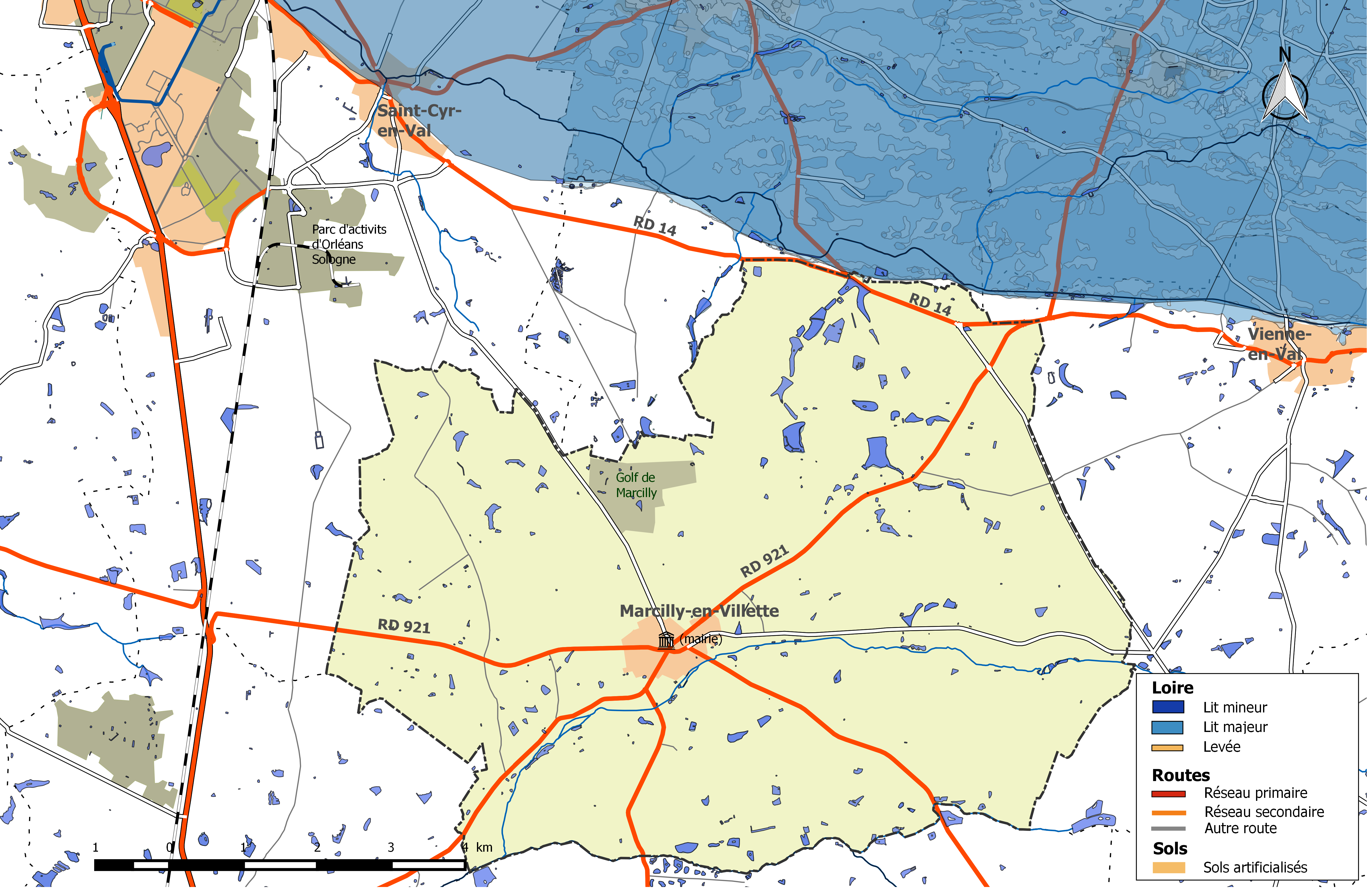
Zone inondable de la commune de Marcilly-en-Villette.

La Loire est à l'origine des dégâts les plus importants sur la commune en cas de crue majeure. Les crues historiques sont celles de 1846, 1856, 1866 et 1907. Aucune crue n'a atteint depuis 1907 les hauteurs atteintes lors de ces événements catastrophiques.
La zone inondable de la commune fait partie du val d'Orléans qui s’étend sur 33 km de longueur, du hameau de Bouteille à l’amont au confluent du Loiret à l’aval. Elle couvre une surface de trois hectares et est constituée d'espaces naturels. Neuf personnes résident dons cette zone.
Le risque d'inondation est pris en compte dans l'aménagement du territoire de la commune par le biais du Plan de prévention du risque inondation (PPRI) du val d'Orléans - val amont, approuvé le 20 janvier 2015,.
Deux documents permettent de définir les modalités de gestion de crise et d'organisation des secours : au niveau départemental, le Dispositif ORSEC départemental spécialisé déclenché en cas d'inondation de la Loire, le plan ORSIL, et au niveau communal le plan communal de sauvegarde.

#### Risque de mouvements de terrain
Le territoire de la commune peut être concerné par un risque d'effondrement de cavités souterraines non connues. Une cartographie départementale de l'inventaire des cavités souterraines et des désordres de surface a été réalisée. Il a été recensé sur la commune plusieurs effondrements de cavités.
Par ailleurs le sol du territoire communal peut faire l'objet de mouvements de terrain liés à la sécheresse. Le phénomène de retrait-gonflement des argiles est la conséquence d'un changement d'humidité des sols argileux. Les argiles sont capables de fixer l'eau disponible mais aussi de la perdre en se rétractant en cas de sécheresse. Ce phénomène peut provoquer des dégâts très importants sur les constructions (fissures, déformations des ouvertures) pouvant rendre inhabitables certains locaux. Celui-ci a particulièrement affecté le Loiret après la canicule de l'été 2003. Une grande partie du territoire de la commune est soumis à un aléa « faible » face à ce risque, selon l'échelle définie par le Bureau de recherches géologiques et minières (BRGM), seuls quelques secteur en partie nord (environs des étangs des Buffières et des Pointes) et en partie sud (quartier de la Brosse) sont en aléa « moyen ».

#### Risque sismique
La totalité du département est classée en zone de sismicité « très faible ». À ce titre aucune réglementation spécifique ne s'applique aux constructions dites « à risque normal ».

#### Transport de matières dangereuses
Le risque de transport de matières dangereuses peut survenir en cas d'accident impliquant une unité mobile (ex. camion) ou une canalisation transportant des matières dangereuses (toxique, inflammable...). Une matière dangereuse est une substance susceptible de présenter un danger et des conséquences graves pour l'homme et son environnement. À Marcilly-en-Villette, le principal facteur de risque est la présence d'un réseau de gaz à haute pression qui traverse la commune.

## Politique et administration

### Découpage territorial

#### Bloc communal: Commune et intercommunalités
La paroisse de Marcilly-en-Villette acquiert le statut de municipalité avec le  décret du 12 novembre 1789 de l'Assemblée Nationale puis celui de « commune », au sens de l'administration territoriale actuelle, par le décret de la Convention nationale du 10 brumaire an II (31 octobre 1793). Il faut toutefois attendre la loi du 5 avril 1884 sur l'organisation municipale pour qu'un régime juridique uniforme soit défini pour toutes les communes de France, point de départ de l’affirmation progressive des communes face au pouvoir central.
Aucun événement de restructuration majeure du territoire, de type suppression, cession ou réception de territoire, n'a affecté la commune depuis sa création.
La commune est membre de la communauté de communes du canton de La Ferté-Saint-Aubin depuis sa création le 14 novembre 2006, qui devient communauté de communes des Portes de Sologne le 20 janvier 2015.

#### Circonscriptions de rattachement
Sous l'Ancien Régime, à la veille des États généraux de 1789, la paroisse de Marcilly-en-Villette était rattachée sur le plan ecclésiastique au diocèse d'Orléans, sur le plan judiciaire au bailliage d'Orléans, sur le plan militaire au gouvernement d'Orléans et sur le plan administratif à la généralité d'Orléans,.
La loi du 22 décembre 1789 divise le pays en 83 départements découpés chacun en six à neuf districts eux-mêmes découpés en cantons regroupant des communes. Les districts, tout comme les départements, sont le siège d’une administration d’État et constituent à ce titre des circonscriptions administratives. La commune de Marcilly-en-Villette est alors incluse dans le canton de La Ferté-Saint-Aubin, le district d'Orléans et le département du Loiret.
La recherche d’un équilibre entre la volonté d’organiser une administration dont les cadres permettent l’exécution et le contrôle des lois d’une part, et la volonté d’accorder une certaine autonomie aux collectivités de base (paroisses, bourgs, villes) d’autre part, s’étale de 1789 à 1838. Les découpages territoriaux évoluent ensuite au gré des réformes visant à décentraliser ou recentraliser l'action de l'État. La régionalisation fonctionnelle des services de l'État (1945-1971) aboutit à la création de régions. L'acte I de la décentralisation de 1982-1983 constitue une étape importante en donnant l'autonomie aux collectivités territoriales, régions, départements et communes. L'acte II intervient en 2003-2006, puis l'acte III en 2012-2015.
Le tableau suivant présente les rattachements, au niveau infra-départemental, de la commune de Marcilly-en-Villette aux différentes circonscriptions administratives et électorales ainsi que l'historique de l'évolution de leurs territoires.
| Circonscription             | Nom                  | Période   | Type                         | Évolution du découpage territorial |
| --------------------------- | -------------------- | --------- | ---------------------------- | --- |
| District                    | Orléans              | 1790-1795 | Administrative               | La commune est rattachée au district d'Orléans de 1790 à 1795,. La Constitution du 5 fructidor an III, appliquée à partir de vendémiaire an IV (1795) supprime les districts, rouages administratifs liés à la Terreur, mais maintient les cantons qui acquièrent dès lors plus d'importance. |
| Canton                      | La Ferté Saint-Aubin | 1790-1801 | Administrative et électorale | Le 10 février 1790, la municipalité de Marcilly-en-Villette est rattachée au canton de La Ferté Saint-Aubin. Les cantons acquièrent une fonction administrative avec la disparition des districts en 1795. |
| Canton                      | La-Ferté-Saint-Aubin | 1801-2015 | Administrative et électorale | Sous le Consulat, un redécoupage territorial visant à réduire le nombre de justices de paix ramène le nombre de cantons dans le Loiret de 59 à 31. Marcilly-en-Villette est alors rattachée par arrêté du 9 vendémiaire an X (30 septembre 1801) au canton de La-Ferté-Saint-Aubin,. |
| Canton                      | La Ferté-Saint-Aubin | 2015-     | Électorale                   | La loi du 17 mai 2013 et ses décrets d'application publiés en février et mars 2014 introduisent un nouveau découpage territorial pour les élections départementales. La commune est alors rattachée au nouveau canton de La Ferté-Saint-Aubin. Depuis cette réforme, plus aucun service de l'État n'exerce sa compétence sur un territoire s'appuyant sur le nouveau découpage cantonal. Le canton a disparu en tant que circonscription administrative de l'État ; il est désormais uniquement une circonscription électorale destinée à l'élection d'un binôme de conseillers départementaux siégeant au conseil départemental. |
| Arrondissement              | Orléans              | 1801-     | Administrative               | Marcilly-en-Villette est rattachée à l'arrondissement d'Orléans depuis sa création en 1801,. |
| Circonscription législative | 3e circonscription   | 2010-     | Électorale                   | Lors du découpage législatif de 1986, le nombre de circonscriptions législatives passe dans le Loiret de 4 à 5. Un nouveau redécoupage intervient en 2010 avec la loi du 23 février 2010. En attribuant un siège de député « par tranche » de 125 000 habitants, le nombre de circonscriptions par département varie désormais de 1 à 21,. Dans le Loiret, le nombre de circonscriptions passe de cinq à six. Marcilly-en-Villette, initialement rattachée à la première circonscription, est, après 2010, rattachée à la troisième circonscription.                                                                              |

#### Collectivités de rattachement
La commune de Marcilly-en-Villette est rattachée au département du Loiret et à la région Centre-Val de Loire, à la fois circonscriptions administratives de l'État et collectivités territoriales.

### Politique et administration municipales

#### Conseil municipal et maire
Depuis les élections municipales de 2014, le conseil municipal de Marcilly-en-Villette, commune de plus de 1 000 habitants, est élu au scrutin proportionnel de liste à deux tours (sans aucune modification possible de la liste), pour un mandat de six ans renouvelable. Il est composé de dix-neuf membres. L'exécutif communal est constitué par le maire, élu par le conseil municipal parmi ses membres, pour un mandat de six ans, c'est-à-dire pour la durée du mandat du conseil.
| Période   | Période   | Identité          | Étiquette    | Qualité                                                                             |
| --------- | --------- | ----------------- | ------------ | ----------------------------------------------------------------------------------- |
| 1929      | 1947      | Désiré Pothier    |              |                                                                                     |
| 1947      | 1952      | Paul Coulon       |              |                                                                                     |
| 1952      | 1970      | Henry Deschamps   |              |                                                                                     |
| 1970      | mars 2014 | Xavier Deschamps  | RPR puis UMP | Banquier Conseiller général (1982-2015) Vice-président du conseil général du Loiret |
| mars 2014 | En cours  | Hervé Nieuviarts, |              | Ancien cadre                                                                        |

## Équipements et services

### Environnement

#### Gestion des déchets
En  2016, la commune est membre du syndicat mixte de collecte et de traitement des ordures ménagères (SMICTOM) des Portes de Sologne. Celui-ci assure la collecte et le traitement des ordures ménagères résiduelles (bac bordeaux) et des emballages ménagers recyclables (bac jaune) et des encombrants en porte à porte, et du verre en points d’apport volontaire. Un réseau de huit déchèteries, dont une sur le territoire communal, accueille les encombrants et autres déchets spécifiques (déchets verts, déchets dangereux, gravats, ferraille, cartons…) 
L'élimination et la valorisation énergétique des déchets ménagers et de ceux issus de la collecte sélective sont effectuées par le SIEOM du groupement de Mer qui exploite une usine d’incinération (UIOM) à Vernou-en-Sologne,,.
Depuis le 1er janvier 2017, la « gestion des déchets ménagers » ne fait plus partie des compétences de la commune mais est une compétence obligatoire de la communauté de communes des Portes de Sologne en application de la loi NOTRe du 7 août 2015.

#### Production et distribution d'eau
Le service public d’eau potable est une compétence obligatoire des communes depuis l’adoption de la loi du 30 décembre 2006 sur l’eau et les milieux aquatiques. Au 31 décembre 2016, la production et la distribution de l'eau potable sur le territoire communal sont assurées par la commune elle-même.
La loi NOTRe du 7 août 2015 prévoit que le transfert des compétences « eau et assainissement » vers les communautés de communes sera obligatoire à compter du 1er janvier 2020. Le transfert d’une compétence entraîne de facto la mise à disposition gratuite de plein droit des biens, équipements et services publics utilisés, à la date du transfert, pour l'exercice de ces compétences et la substitution de la communauté dans les droits et obligations des communes,.

#### Assainissement
La compétence assainissement, qui recouvre obligatoirement la collecte, le transport et l’épuration des eaux usées, l’élimination des boues produites, ainsi que le contrôle des raccordements aux réseaux publics de collecte, est assurée  par la commune elle-même.
La commune est raccordée à une station d'épuration située sur le territoire communal, mise en service le 1er décembre 2006 et dont la capacité nominale de traitement est de  2 000 EH, soit 835 m3/jour. Cet équipement utilise un procédé d'épuration biologique dit « à boues activées ». Son exploitation est assurée par la commune,.
L’assainissement non collectif (ANC) désigne les installations individuelles de traitement des eaux domestiques qui ne sont pas desservies par un réseau public de collecte des eaux usées et qui doivent en conséquence traiter elles-mêmes leurs eaux usées avant de les rejeter dans le milieu naturel. En 2017, la communauté de communes des Portes de Sologne assure le service public d'assainissement non collectif (SPANC), qui a pour mission de vérifier la bonne exécution des travaux de réalisation et de réhabilitation, ainsi que le bon fonctionnement et l’entretien des installations,.

## Population et société

### Démographie
L'évolution du nombre d'habitants est connue à travers les recensements de la population effectués dans la commune depuis 1793. Pour les communes de moins de 10 000 habitants, une enquête de recensement portant sur toute la population est réalisée tous les cinq ans, les populations de référence des années intermédiaires étant quant à elles estimées par interpolation ou extrapolation. Pour la commune, le premier recensement exhaustif entrant dans le cadre du nouveau dispositif a été réalisé en 2005.
En 2022, la commune comptait 2 185 habitants, en évolution de +4,25 % par rapport à 2016 (Loiret : +1,89 %, France hors Mayotte : +2,11 %).
| 1793 | 1800 | 1806 | 1821 | 1831 | 1836 | 1841 | 1846 | 1851 |
| ---- | ---- | ---- | ---- | ---- | ---- | ---- | ---- | ---- |
| 668  | 666  | 650  | 524  | 625  | 808  | 769  | 881  | 953  |

| 1856  | 1861  | 1866  | 1872  | 1876  | 1881  | 1886  | 1891  | 1896  |
| ----- | ----- | ----- | ----- | ----- | ----- | ----- | ----- | ----- |
| 1 151 | 1 200 | 1 451 | 1 503 | 1 528 | 1 563 | 1 565 | 1 604 | 1 519 |

| 1901  | 1906  | 1911  | 1921  | 1926  | 1931  | 1936  | 1946  | 1954  |
| ----- | ----- | ----- | ----- | ----- | ----- | ----- | ----- | ----- |
| 1 450 | 1 455 | 1 412 | 1 221 | 1 209 | 1 177 | 1 120 | 1 067 | 1 052 |

| 1962 | 1968 | 1975  | 1982  | 1990  | 1999  | 2005  | 2006  | 2010  |
| ---- | ---- | ----- | ----- | ----- | ----- | ----- | ----- | ----- |
| 954  | 833  | 1 010 | 1 401 | 1 714 | 1 900 | 1 958 | 1 980 | 1 999 |

| 2015  | 2020  | 2022  | - | - | - | - | - | - |
| ----- | ----- | ----- | - | - | - | - | - | - |
| 2 056 | 2 145 | 2 185 | - | - | - | - | - | - |

### Manifestations
- La fête de l'automne, chaque année, en octobre, depuis 1997.

### Sports
- Le golf de Marcilly, au lieu-dit du domaine de la Plaine, parcours créé en 1986[103].
- Le COSM football ; en 2011-2012, l'équipe première du club évolue en première division départementale.
- L'Association Équestre de la Poulardière, à la ferme de la Poulardière (RD 7).

## Culture locale et patrimoine

### Lieux et monuments
- La tuilerie d'Alosse, édifiée en 1840 et active jusqu'en 1934, est inscrite à l'inventaire des monuments historiques depuis décembre 1988[104] ;
- Plusieurs châteaux du XIXe siècle, anciens relais de chasse, parsèment le territoire de la commune. On peut citer ceux de Bruel et de Chilly de cerfbois ;
- L'église paroissiale Saint-Blaise-Saint-Étienne comporte un clocher du XIIIe siècle.

### Héraldique
| Blason de Marcilly-en-Villette | Blason  | Taillé d'hermine et de sinople semé d'épis de blé d'or, à un lion d'or, armé et lampassé de gueules brochant sur le tout. |
| Blason de Marcilly-en-Villette | Détails | Création du Conseil départemental d'héraldique urbaine du Loiret, adoptée par la commune.                                 |